# Châtelus (Loire)
Pour les articles homonymes, voir Châtelus.
Châtelus est une commune française située dans le département de la Loire en région Auvergne-Rhône-Alpes.

## Géographie
Châtelus est la commune la plus à l'est de l'arrondissement de Montbrison.
| Saint-Denis-sur-Coise | Coise Rhône | Larajasse Rhône |
|                       | Châtelus    |                 |
| Grammond              |             | Marcenod        |

### Climat
Pour des articles plus généraux, voir Climat d'Auvergne-Rhône-Alpes et Climat de la Loire.
En 2010, le climat de la commune est de type climat des marges montargnardes, selon une étude du Centre national de la recherche scientifique s'appuyant sur une série de données couvrant la période 1971-2000. En 2020, Météo-France publie une typologie des climats de la France métropolitaine dans laquelle la commune est exposée à un climat de montagne ou de marges de montagne et est dans la région climatique Nord-est du Massif Central, caractérisée par une pluviométrie annuelle de 800 à 1 200 mm, bien répartie dans l’année.
Pour la période 1971-2000, la température annuelle moyenne est de 9,8 °C, avec une amplitude thermique annuelle de 16,5 °C. Le cumul annuel moyen de précipitations est de 884 mm, avec 9,7 jours de précipitations en janvier et 7,1 jours en juillet. Pour la période 1991-2020, la température moyenne annuelle observée sur la station météorologique de Météo-France la plus proche, « Grammond_sapc », sur la commune de Grammond à 4 km à vol d'oiseau, est de 10,2 °C et le cumul annuel moyen de précipitations est de 832,1 mm,. Pour l'avenir, les paramètres climatiques de la commune estimés pour 2050 selon différents scénarios d'émission de gaz à effet de serre sont consultables sur un site dédié publié par Météo-France en novembre 2022.

## Urbanisme

### Typologie
Au 1er janvier 2024, Châtelus est catégorisée commune rurale à habitat très dispersé, selon la nouvelle grille communale de densité à sept niveaux définie par l'Insee en 2022.
Elle est située hors unité urbaine et hors attraction des villes,.

### Occupation des sols
L'occupation des sols de la commune, telle qu'elle ressort de la base de données européenne d’occupation biophysique des sols Corine Land Cover (CLC), est marquée par l'importance des territoires agricoles (78,8 % en 2018), une proportion identique à celle de 1990 (78,8 %). La répartition détaillée en 2018 est la suivante : prairies (55 %), zones agricoles hétérogènes (23,9 %), forêts (21,2 %). L'évolution de l’occupation des sols de la commune et de ses infrastructures peut être observée sur les différentes représentations cartographiques du territoire : la carte de Cassini (XVIIIe siècle), la carte d'état-major (1820-1866) et les cartes ou photos aériennes de l'IGN pour la période actuelle (1950 à aujourd'hui).

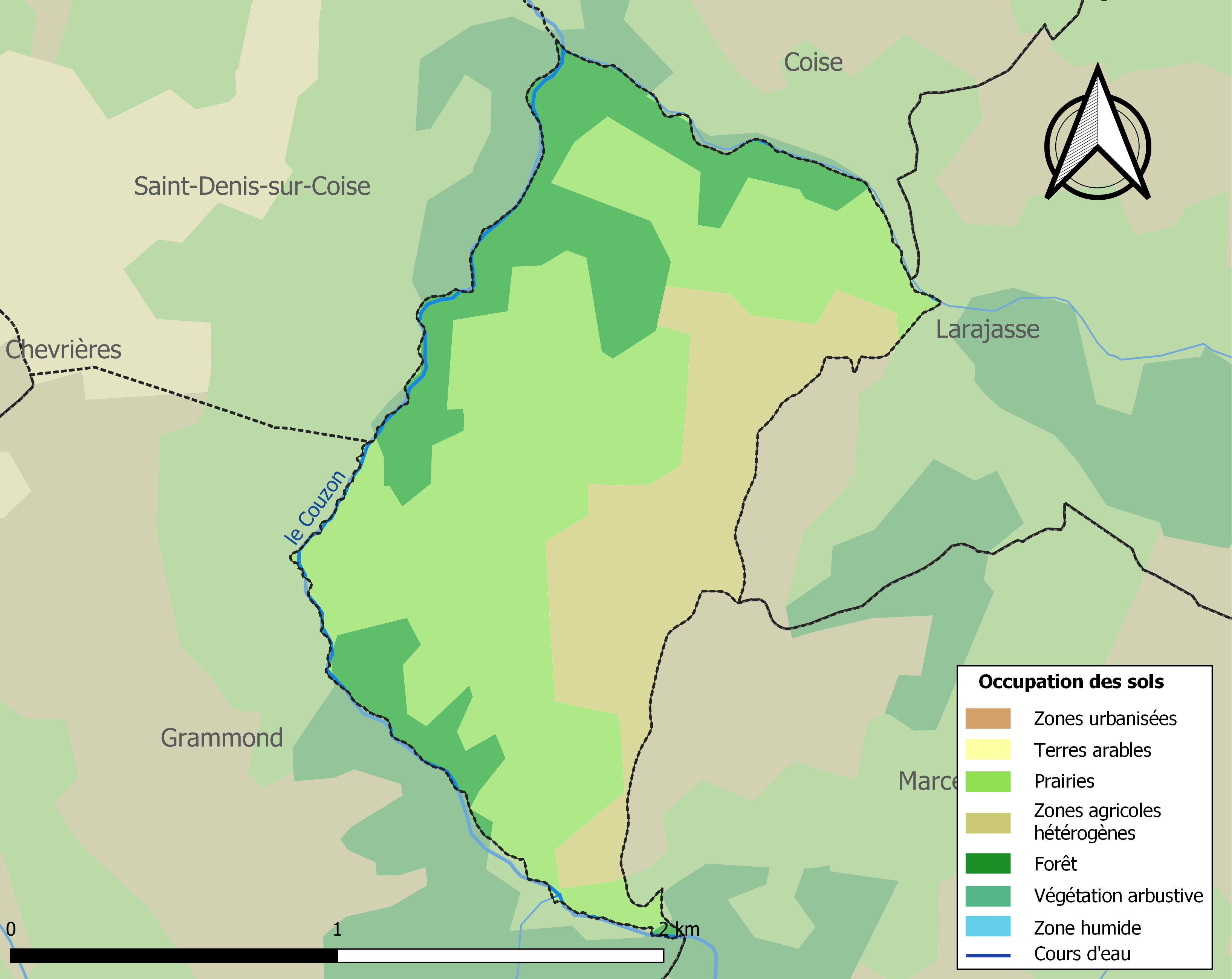
Carte des infrastructures et de l'occupation des sols de la commune en 2018 (CLC).

## Histoire
La tradition fait remonter l’histoire de Châtelus jusqu’à l’Antiquité, au moment où les légions romaines ont conquis la Gaule. Le nom latin de Châtelus, en l’occurrence Castrum Lucii, rappellerait un site fortifié initialement établi sur l’emplacement du Châtelus actuel.
Les textes les plus anciens mentionnant expressément Châtelus ne semblent toutefois pas remonter au-delà de 1173. À cette date, une bulle du pape Alexandre III, visant à mettre fin aux conflits qui opposent l’archevêque de Lyon et le comte de Forez, délimite les terres de l’un et l’autre et établit que les possessions du premier s’étendent jusqu’à Châtelus, qui relève de l’autorité du comte de Forez. Vassal du comte de Forez, le châtelain de Châtelus exerce le pouvoir sur un vaste territoire qui comprend non seulement celui qui correspond aujourd’hui à la commune de Châtelus, mais qui englobe aussi tout ou partie des communes actuelles de Coise, Grammond, Larajasse, Marcenod, Saint-Christo-en-Jarez et Saint-Denis-sur-Coise. Place forte à la frontière du comté de Forez et par là-même du royaume de France, à une époque où le Lyonnais fait partie de l’Empire romain germanique, Châtelus reste une possession des comtes de Forez puis des ducs de Bourbon jusqu’en 1513, date à partir de laquelle se succèdent plusieurs familles de seigneurs : Laurencin, Desgouttes, Mitte, Bartholy, Savary, Bénéon et enfin Guillet en 1715.
Au cours de ces siècles, le château remplit ses fonctions militaires dans le cadre des guerres contre des puissances étrangères ou des guerres de religion qui divisent le pays, et cristallise parfois le mécontentement des paysans qui contestent des droits féodaux jugés excessifs.
À la Révolution, la seigneurie de Châtelus disparaît et la commune est créée sur un territoire réduit aux contours de la paroisse.
Avec une population qui gravite autour de 300 habitants dans la première moitié du XIXe siècle, Châtelus peut ouvrir deux écoles : une école privée tenue par les religieuses pour les filles et une école publique les garçons.
En dépit d’un déclin démographique qui finit par priver la commune des deux tiers de sa population, Châtelus réussit à conserver ses deux écoles jusqu'aux années 1960. Alors que la commune est encore essentiellement agricole à cette époque, la plupart des exploitations ont aujourd'hui disparu mais quelques entreprises artisanales et emplois tertiaires maintiennent une certaine activité,,.

## Politique et administration
| Période                                  | Période   | Identité            | Étiquette | Qualité  |
| ---------------------------------------- | --------- | ------------------- | --------- | -------- |
| Les données manquantes sont à compléter. |           |                     |           |          |
|                                          |           |                     |           |          |
| mars 2008                                | mars 2014 | Alain Gouy          |           |          |
| mars 2014                                | juin 2014 | Délégation spéciale |           |          |
| juin 2014                                | mai 2020  | Marc Bénès          |           |          |
| mai 2020                                 | En cours  | Alain Viricel       |           | Retraité |

## Démographie
L'évolution du nombre d'habitants est connue à travers les recensements de la population effectués dans la commune depuis 1793. Pour les communes de moins de 10 000 habitants, une enquête de recensement portant sur toute la population est réalisée tous les cinq ans, les populations de référence des années intermédiaires étant quant à elles estimées par interpolation ou extrapolation. Pour la commune, le premier recensement exhaustif entrant dans le cadre du nouveau dispositif a été réalisé en 2004.

En 2022, la commune comptait 135 habitants, en stagnation par rapport à 2016 (Loire : +1,32 %, France hors Mayotte : +2,11 %).
| 1793 | 1800 | 1806 | 1821 | 1831 | 1836 | 1841 | 1846 | 1851 |
| ---- | ---- | ---- | ---- | ---- | ---- | ---- | ---- | ---- |
| 300  | 223  | 281  | 322  | 314  | 300  | 283  | 304  | 325  |

| 1856 | 1861 | 1866 | 1872 | 1876 | 1881 | 1886 | 1891 | 1896 |
| ---- | ---- | ---- | ---- | ---- | ---- | ---- | ---- | ---- |
| 327  | 336  | 307  | 274  | 269  | 260  | 232  | 246  | 223  |

| 1901 | 1906 | 1911 | 1921 | 1926 | 1931 | 1936 | 1946 | 1954 |
| ---- | ---- | ---- | ---- | ---- | ---- | ---- | ---- | ---- |
| 206  | 214  | 202  | 204  | 190  | 187  | 201  | 184  | 172  |

| 1962 | 1968 | 1975 | 1982 | 1990 | 1999 | 2004 | 2006 | 2009 |
| ---- | ---- | ---- | ---- | ---- | ---- | ---- | ---- | ---- |
| 164  | 134  | 106  | 117  | 106  | 108  | 118  | 117  | 126  |

| 2014 | 2019 | 2022 | - | - | - | - | - | - |
| ---- | ---- | ---- | - | - | - | - | - | - |
| 129  | 140  | 135  | - | - | - | - | - | - |

## Lieux et monuments
- La fontaine du château, pour les pèlerins de Compostelle.
- La croix de 1621.
- Église Saint-Julien de Châtelus.